# Lewis Banda
Lewis Simon Banda (né le 16 septembre 1982 à Tshabalwa) est un athlète zimbabwéen, spécialiste du 400 m.
Son meilleur temps est de 44 s 58, réalisé en mai 2004 à Tucson (Arizona). La même année, il atteint la demi-finale olympique.

## Résultats
| Année | Compétition            | Lieu    | Résultat | Extra     |
| ----- | ---------------------- | ------- | -------- | --------- |
| 2006  | Championnats d'Afrique | Bambous | 7e       | 400 m     |
| 2007  | Jeux africains         | Alger   | 3e       | 4 x 100 m |
| 2007  | Jeux africains         | Alger   | 3e       | 4 x 400 m |